# Galeodea echinophora
Galeodea echinophora — вид морских брюхоногих моллюсков семейства Cassidae. Летопись окаменелостей этого вида датируется от миоцена до четвертичного периода (возрастной диапазон: от 23,03 до 0,781 миллиона лет назад). Эти окаменелости были найдены в Индии, Испании и Италии.

## Описание
Раковина Galeodea echinophora может достигать длины 50-110 миллиметров. Раковина шаровидная или овальная, с большим оборотом тела. Поверхность раковины желтовато-коричневая. Устье широкое, с зубчатыми губами, изогнутым сифональным каналом и большим колумеллярным краем. Бугорки весьма вариабельны, обычно не очень выражены и могут полностью отсутствовать. Эти моллюски плотоядны и питаются в основном иглокожими, особенно Echinocardium cordatum.

## Распространение и среда обитания
Этот вид можно встретить в восточной части Средиземного моря и в северной части Атлантического океана, преимущественно в Западной Африке. Обитает на песчаном и илистом дне на глубине более 10 м.